# Soane Patita Paini Mafi
Soane Patita Paini Mafi (Sinh 1961) là một Hồng y người Tonga của Giáo hội Công giáo Rôma. Hiện ông đang đảm nhận chức vị Giám mục chính tòa Giáo phận Tonga, giáo phận duy nhất của quốc gia và Chủ tịch Hội đồng Giám mục Thái Bình Dương.

## Tiểu sử
Hồng y Mafi sinh ngày 19 tháng 12 năm 1961 tại Nuku'alofa, Tonga. Sau quá trình tu học, ông được chịu chức linh mục ngày 29 tháng 6 năm 1991, bởi Giám mục Giáo phận Tonga Patelisio Punou-Ki-Hihifo Finau, S.M..
Tòa Thánh loan báo chọn linh mục Soane Patita Paini Mafi làm Giám mục Phó Giáo phận Tonga ngày 29 tháng 6 năm 2007. Giáo phận Tonga là giáo phận duy nhất của Tonga. Lễ tấn phong cho vị tân giám mục được cử hành vào ngày 4 tháng 10 cùng năm. Các giám mục chủ sự nghi thức gồm: Giám mục chính tòa Tonga Soane Lilo Foliaki, S.M. làm chủ phong. Hai vị phụ phong gồm Tổng giám mục Tổng giáo phận Samoa-Apia, Samoa và Tổng giám mục Petero Mataca từ Tổng giáo phận Suva, Fiji. Tân giám mục chọn cho mình khẩu hiệu:Ke loloto e tui. Ngày 18 tháng 4 năm 2008, ông kế vị chức Giám mục chính tòa. Từ tháng 6 năm 2010, ông kiêm thêm chức vụ Chủ tịch Hội đồng Giám mục Thái Bình Dương.
Ngày 14 tháng 2 năm 2015, Giáo hoàng Phanxicô vinh thăng Giám mục Mafi tước vị Hồng y Nhà thờ Santa Paola Romana. Ông đã đến nhận nhà thờ hiệu tòa của mình ngày 5 tháng 12 cùng năm.;